# Raspaillebos
Raspaillebos är en skog i Belgien.   Den ligger i provinsen Östflandern och regionen Flandern, i den centrala delen av landet, 30 km väster om huvudstaden Bryssel.
Omgivningarna runt Raspaillebos är en mosaik av jordbruksmark och naturlig växtlighet. Runt Raspaillebos är det ganska tätbefolkat, med 230 invånare per kvadratkilometer.